# El picador amarillo
El picador, El picador amarillo o El pequeño picador, como también se lo conoce, es un cuadro de reducidas dimensiones (24 x 19 cm) pintado por Pablo Ruiz Picasso en 1889 sobre soporte de madera de cedro. El autor aprovechaba las tapas de las cajas de puros para realizar varios de sus óleos, entre ellos este.
Este óleo elaborado en tonos cálidos, probablemente fuese copiado de alguna revista taurina de las que eran comunes en la época. Actualmente, la obra pertenece a un coleccionista privado afincado en París (Francia).
En agosto de 1890, tuvo lugar en Málaga una serie de festejos en los que se lidiaron varios toros en la plaza de toros de La Malagueta. El picador amarillo se fecha justamente en esta temporada taurina, y es el primer óleo realizado por Picasso a la edad de ocho años, el cual se enmarca dentro de uno de los temas principales tratados en su trayectoria, la tauromaquia. Otras obras del autor pertenecientes a la misma temática son: El zurdo (Barcelona 1899), que es su primer grabado; Cabeza de picador con nariz rota (Barcelona 1903), una de sus primeras esculturas; y Estudios de picador y otros bocetos (Barcelona 1899-1900).

## Descripción
El óleo muestra a tres personajes situados tras la barrera. Dos figuras masculinas aparecen mirando hacia el tendido, mientras que una figura femenina aparece de perfil, mirando hacia  la izquierda con el rostro maquillado de blanco, con una actitud aparentemente despreocupada por la acción que acaece sobre el albero.
El personaje principal de la obra es un picador que aparece sentado sobre su esquelético caballo de lidia, el cual se muestra sin el peto de protección y con los ojos vendados, tal y como exigía el reglamento taurino de la época, pero curiosamente, es el propio picador quien no cumple con la referida reglamentación, ya que no porta la pica que da nombre a su profesión. Ambos están situados junto al burladero, mientras esperan sosegadamente la embestida del morlaco. La figura del picador, que se muestra de perfil, aparece con el ojo perforado por un objeto punzante (al igual que otros dos personajes), resultado de una niñería de Lola, la hermana pequeña de Picasso.
En la obra se aprecia una acusada desproporción del volumen de los personajes, característica que Picasso jamás abandonaría en sus obras futuras. El caballo es excesivamente menudo para el picador, mientras que las figuras del público son demasiado grandes teniendo en cuenta que se sitúan al fondo de la escena. Estos tres personajes del público van ataviados de manera muy dispar; el personaje masculino de la izquierda porta un sombrero de ala ancha y la mujer se cubre con una mantilla (ambos con vestimenta popular andaluza), mientras que el personaje de la derecha aparece con un bombín sobre su cabeza, signo de posición social más elevada.
Tras los personajes, se muestra un fondo neutro, la oscuridad, donde se sugiere que se han realizado algunos cambios en el escenario de las tres figuras en los graderíos. Este fondo neutro corresponde a las enseñanzas técnicas aprendidas por Picasso de su padre, José Ruiz y Blasco, en la niñez. Sobre la imagen del picador, una mácula que indica la posible existencia de algún personaje u objeto que fue borrado de la escena.

## Temática taurina
Tras esta obra, la temática del picador se convierte en recurrente dentro de la iconografía picassiana. Existen multitud de ejemplos, tanto en óleo como en cerámica y en dibujo, lo que revela la pasión que el pintor profesaba hacia la figura del picador y hacia el arte de la tauromaquia. El artista realiza multitud de estudios sobre el citado personaje taurino, dibujándolo desde diferentes ángulos, o bien haciéndole partícipe de la tragedia taurina.